# Cahiers pédagogiques
Les Cahiers pédagogiques sont une revue de pédagogie à comité de rédaction, publiée par l'association CRAP, cercle de recherche et d'action pédagogiques.

## Ligne éditoriale
Créée en 1945, dans la dynamique des « classes nouvelles » par François Goblot, encouragé par Gustave Monod, dans l'objectif de « rajeunir les traditions de notre enseignement, que ses membres travaillent ou non dans les classes nouvelles », cette revue favorise l'expression des praticiens de l'éducation et des chercheurs en sciences de l'éducation, avec une volonté affirmée de mettre en relation ces deux mondes dans la perspective de transformer les pratiques pédagogiques dans l‘école.
Elle réalise huit numéros par an, proposant des dossiers en lien avec des thèmes disciplinaires ou transversaux : témoignages d’enseignants, articles scientifiques, échos de l’actualité pédagogique ou scolaire. Elle propose également, en complément, des articles en accès libre sur son site internet.
Depuis 2015, les Cahiers pédagogiques sont entrés aux archives nationales.

## Référencement
Les Cahiers pédagogiques figurent sur la liste de revues de sciences de l'éducation francophones du CNU et de l'HCERES. Elle fait l'objet du suivi de revues francophones concernant des questions d'éducation du service Veille et Analyse de l'Institut français de l'éducation.
Les Cahiers sont également référencés par la base Mir@bel et par JournalBase (CNRS).

## Engagement politique
Dans la perspective du second tour de l'élection présidentielle de 2017 où s'opposent Marine Le Pen et Emmanuel Macron, les Cahiers pédagogiques publient un appel signé par 45 organisations à « repousser la tentation de l’extrême droite », et indiquent que le vote contre le Front national est « une nécessité républicaine ».